# نیروهای آزاد نروژی

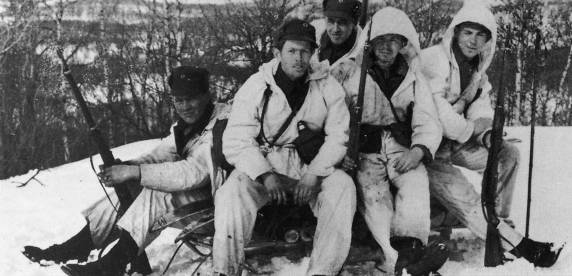
سربازان نروژی در خط مقدم شمال نارویک، مه ۱۹۴۰

نیروهای آزاد نروژی، نیروهای مسلح نروژ در تبعید (نروژی: Utefronten) بقایای نیروهای مسلح نروژ بودند که پس از فرار از نبرد نروژ و فتح نروژ توسط آلمان در طول جنگ جهانی دوم، از کشورهای متفقین، مانند بریتانیا و کانادا، به جنگ با نیروهای محور ادامه دادند.